# تولکان (اکوادور)
تولکان (به اسپانیایی: Tulcán) با جمعیت تقریبی ۸۳٫۰۰۰ نفر مرکز استان کارچی در کشور اکوادور است. این شهر در ارتفاع ۲۹۵۰ متری از سطح دریا واقع شده و از این نظر مرتفع ترین شهر اکوادور شناخته می‌شود. فاصلهٔ تولکان از کلمبیا تنها ۷ کیلومتر است و پل مشترک بین‌المللی Rumichaca دو کشور را به یکدیگر متصل می‌سازد. این شهر همچنین از نظر ارتباطی در موقعیت خوبی قرار داشته و بزرگراه پان-آمریکن که از آلاسکا در آمریکای شمالی تا بخش‌های پایین‌دست آمریکای جنوبی امتداد دارد از این شهر می‌گذرد.
چشمه‌های آب گرم، چاه‌های عمیق و باغ‌گورستان تولکان با درختان تزئین‌شده‌اش که توسط خوزه فرانکو ایجاد شده است از جمله موارد شناخته‌شدهٔ این شهر هستند.